# Cascades Tjaynera
Les cascades Tjaynera són unes cascades del rierol Sandy que es troba al Parc Nacional de Litchfield, al Territori del Nord d'Austràlia.

## Localització i característiques
L'aigua baixa des d'una elevació de 103 m sobre el nivell del mar en una caiguda d'aigua que oscil·la entre els 35 i els 48 metres d'altura.
Accessible per un camí amb un vehicle tot terreny, les cascades es troben a la part occidental del parc, 90 km al sud de Darwin.